# مدیریت سازمانی مبتنی بر وب
در رایانش مدیریت سازمانی مبتنی بر وب (WBEM) شامل مجموعه ای از تکنولوژی های مدیریت سامانه ها که برای مدیریت رایانش توزیع شده توسعه یافته است. ایده WBEM در سال 1996 میلادی توسط شرکت های  BMC Software و سیسکو و Compaq Computer، اینتل و ماکروسافت حمایت شد. و هم اکنون به صورت گسترده مورد استفاده قرار میگیرد. WBEM مبتنی بر استاندارد اینترنت و مدیریت توزیع شده منابع (DMTF):
- زیر ساخت مدل اطلاعاتی رایج (CIM):
  - CIM-اکس‌ام‌ال
  - عملیات های CIM در بستر پروتکل انتقال ابرمتن(HTTP)
- مدیریت خدمات وب  برای خدمت وب
- عملیات هایCIM بربستر خدمات RESTful[۲]

علی‌رغم اینکه در نامگذاری WBEM از عبارت مبتنی بر وب استفاده شده است لزوما وابسته به رابط کاربری خاصی نیست رویکردهای دیگر مدیریت سیستم شامل remote shells ، راه حل های اختصاصی و معماری های استانداردسازی شده  کارگروه مهندسی اینترنت برای مدیریت شبکه نظیر پروتکل آسان مدیریت شبکه (SNMP)را نیز شامل می‌شود

## ویژگی ها
WNEM امکان مدیریت هر عنصر در یک شبکه استاندارد با رویکرد تعاملی را ایجاد می‌کند
WBEM تکنولوژی زیربنایی نوآوری های مختلف در حوزه مدیریت فناوری اطلاعات را فراهم می‌کند:
- مدیریت دسکتاپ (DASH)
- مدیریت شبکه (NetMan)
  - یک صفحه DMTF وجود دارد که تعدادی از پی‌دی‌اف های DSP را که به عنوان پروفایل های NetMan منتشر شده اند را نشان می دهد [۳]
- مدیریت حافظه (SMI)
- مدیریت سیستم ها (SMASH)
- مدیریت مجازی سازی(VMAN)
  - یک صفحه DMTF وجود دارد که تعدادی از پی‌دی‌اف های DSP را که به عنوان پروفایل های VAMN منتشر شده اند را نشان می‌دهد [۴]

## معماری
برای فهم معماری WBEM اجزایی را در نظر بگیرید که بین عملگرهای مدیریتی دستگاه ها قرار می گیرند(پیکربندی آنها، روشن و خاموش کردن،جمع آوری آلارم ها و...) همچنین سخت و نرم افزار دستگاه ها را مد نظر قرار دهید:
1. عملگر می‌تواند ازاجازیی نظیر  رابط کاربری گرافیکی (GUI), رابط کاربری مرورگر (BUI), واسط خط فرمان (CLI). تشکیل شود در استاندارد WBEM چیزی درباره این رابط ها گفته نشده است.(اگر چه تعریف CLI برای اپلیکیشن های خاص شروع شده است): عملگر های WBEM به طور مستقل از رابط کاربری انسان می‌تواند تغییر کنند بدون اینکه لازم باشد قسمت های دیگر سیستم متوجه شوند
2. رابط کاربری گرافیکی (GUI), رابط کاربری مرورگر (BUI), واسط خط فرمان (CLI). با یک کاربر WBEM از طریق واسط برنامه نویسی کاربردی (APIs) ارتباط برقرار می‌کنند. این کاربر سرور WBEM را برای دستگاه های مدیریت شده پیدا می‌کند. و یک پیام XML شامل درخواست خود می‌سازد.
3. ;کاربر از پروتکل انتقال ابرمتن (HTTP) و یا پروتکل امن انتقال ابرمتن (HTTPS) استفاده می‌کند تا درخواست خود را درقالب CIM-XML به سرور WBEM ارسال کند
4. سرور درخواست ورودی را کد گشایی می‌کند همچنین هویت ارسال کننده و ملزومات امنیتی را بررسی می‌کند. سپس با کمک مدل های از پیش تعریف شده به شیوه مشخص درخواست را اجرا می‌کند.   این شیوه این به معماری قدرت می‌دهد: کاربر به راحتی با مدل تعامل می‌کند و مدل با سخت افزار و نرم افزار واقعی در تعامل است  این مدل از استاندارد های رایج مدل اطلاعاتی استفاده می‌کند DMTF مدل های زیادی برای دستگاه های تحت مدیریت مشترک و سرویس هایی نظیر : سوئیچ چندلایه, سرویس‌دهنده فایل, رایانه رومیزی,... منتشر کرده است
5. برای اغلب عملگر ها سرور WBEM از طریق مدل بررسی می‌کند که  آیا نیاز به ارتباط با سخت افزار یا نرم افزار وجود دارد. سرور WBEM معمولا با  یک تکه کد کوچک( رابط کاربری استاندارد شده ای  که به عنوان CMPI شناخته می‌شود ) با سخت افزار و نرم افزار واقعی ارتباط برقرار می‌کند. از آنجایی که این رابط کاربری خوش تعریف است برای نوشتن کد نیازی به داشتن دانش در خصوص GUI , BUI و یا CLI استفاده شده توسط عملگر نیست.

## مشخصات فنی WBEM
- نگاشت
  - شناسانه منبع یکسان (URI)
  - اکس‌ام‌ال xmlCIM) XML  به صورتی که در CIM-XML استفاده می شود)
  - اکس‌ام‌ال XML (WS-CIM که در WS-Management استفاده می‌شود)
  - زبان مدل‌سازی یکپارچه UML
- پروتکل ها
  - CIM-XML
  - WS-Management
  - CIM-RS[۵]
- اکتشاف
  - SLP (WBEM اکتشاف با استفاده از SLP; SLP Template)
- زبان پرس و جو (Query)
  - CQL (CIM Query)[۶]
  - FQL (Filter Query)[۷]

## پشتیبانی پیاده سازی
سیستم مدیریت پیاده سازی نیازمند سه جزء است:
- مدل
  - به طور معمول با توسعه ملزومات یکی از مدل های استانداردی که توسط DMTF منتشر شده است انجام می‌شود
- رابط کاربری گرافیکی (GUI), رابط کاربری مرورگر (BUI), واسط خط فرمان (CLI)
  - کد کاربر و سرور معمولا لازم نیست نوشته شود زیرا پیاده سازی های متن باز و تجاری بسیاری دردسترس است
- ارائه دهندگان
  - معماری WBEM برای سازندگان دستگاه ها و یا توسعه دهندگان خدمات امکان ارائه رابط استاندارد مدیریت هماهنگ را به سادگی  با هزینه کم فراهم می‌کند

## پیاده سازی ها

### WBEM در سیستم عامل ها
- اپل. از یک پیاده سازی WBEMدر ابزار مدیریت Apple Remote Desktop استفاده می‌کند.
- هیولت پاکارد  هسته سرویس های WBEM را در سیستم عامل HP-UX قرارداده است
- آی‌بی‌ام در زد/اواس و آی‌بی‌ام ای‌آی‌اکس از این فناوری پشتیبانی می‌کند
- ماکروسافت تکنولوژی ابزار مدیریتی ویندوز (WMI) را توسعه داده و آن را در ماکروسافت ویندوز قرار داده است
- رد هت OpenPegasus را به عنوان قسمتی از رد هت انترپرایز لینوکس توسعه داده است
- اورکل کورپوریشن محیط سرویس های WBEM را برای سیستم عامل سولاریس توسعه داده است  [۸]
- اوبونتو. از یک CIM بروزرسانی شده که از آخرین نسخه سبک CIMOM و SBLIM ,SFCB بره میبرد استفاده میکند

### پیاده سازی های WBEM
- WS-Management
- OpenPegasus,کاربر و سرور متن باز نوشته شده با زبان C++
- Open Management Infrastructure, کاربر و سرور متن باز نوشته شده با زبان C
- SBLIM پیادسازه استاندارد لینوکس برای مدیریت پذیری نوشته شده با زبان های, C, C++, Java
- Pywbem,[۹] کتابخانه متن باز برای WBEM در زبان پایتون
- WBEM راهکارهای J WBEM سرور SDK

## جستار های وابسته
- SMI-S, مدیریت ابتکاری حافظه  - Specification.  برمبنای  WBEM, for برای دستگاه های SAN
- JSR-48, رابط برنامه نویسی جاوا برای توسعه کاربر و ارائه دهنده WBEM
- CMPI, ارائه دهنده رابط برنامه نویسی زبان c برای توسطه ارائه دهنده های WBEM